# Mesochorus molestus
Mesochorus molestus är en stekelart som beskrevs av Dasch 1974. Mesochorus molestus ingår i släktet Mesochorus och familjen brokparasitsteklar. Inga underarter finns listade i Catalogue of Life.